# Allbiz
Allbiz (www.all.biz) — це міжнародний центр інтернет-торгівлі, що функціонує 26 мовами і об'єднує товарні ринки 90 країн світу; містить інформацію про більш ніж 20 млн товарів і послуг від 1,3 млн компаній з усього світу. Сервіс надає можливість пошуку необхідних товарів і послуг у міжнародному, національному і регіональному каталогах.

## Хронологія компанії
- 2010 — заснування сайту на домені all.biz[1]. На ресурсі були зареєстровані компанії з України, Росії, Казахстану, Молдови, Білорусі. Пізніше ресурс залучив інвестиційний капітал для розвитку. За даними рейтингу Google «TOP 1000 most visited sites on the web», сайт увійшов до ТОП-500 найбільш відвідуваних сайтів світу.
- 2012 — сайт став переможцем російської бізнес-премії «Компания года»[2], яку присуджує діловий журнал «Компания»[3].
- 2013 — кількість мов на ресурсі сягнула 26. За даними Google_Analytics, кількість відвідувачів ресурсу склала 247 млн на рік, географія — 240 країн і територій.
- 2014 — Казахстанська Асоціація Підприємців (КАЗКА)[4] визнала «allbiz» брендом року в Казахстані.

## Діяльність
На даний час сайт є міжнародним центром інтернет-торгівлі, який працює в 90 країнах світу. Головний офіс розташовано на Кіпрі. Представництва компанії працюють у 13 країнах: Україні, Росії, Казахстані, Молдові, Азербайджані, Узбекистані, Грузії, Польщі, Румунії, Греції, Єгипті, Індії та Китаї.
Станом на березень 2014 року в компанії працюює 564 співробітника.
Інформація на ресурсі представлена 26 мовами: російською, українською, англійською, польською, румунською, угорською, болгарською, німецькою, іспанською, голландською, китайською, французькою, чеською, португальською,  турецькою, італійською, арабською, перською (фарсі), японською, корейською, в'єтнамською, грецькою, івритом, норвезькою, фінською та шведською.
В Україні офіси компанії функціонують у п'яти містах — Києві, Житомирі, Вінниці, Чернігові та Львові.

## Основні цифри
Станом на березень 2014 року:
- 90 — кількість країн
- 26 — кількість мов
- 20 млн — кількість товарів і послуг
- 1,3 млн — кількість компаній
- 3 млн — кількість письмових запитів учасникам сайту на рік
- 13 — кількість країн, де працюють офіси компанії
- 32 — кількість офісів компанії у світі
- 564 — кількість працівників